# Alf Common
Alfred Common, noto come Alf Common (Millfield, 25 maggio 1880 – Darlington, 3 aprile 1946), è stato un calciatore inglese, di ruolo attaccante.

## Carriera
Vinse una FA Cup nel 1902 con lo Sheffield United.

## Palmarès

### Club

#### Competizioni nazionali
- Coppa d'Inghilterra: 1

Sheffield United: 1901-1902